# Connecticut Trolley Museum

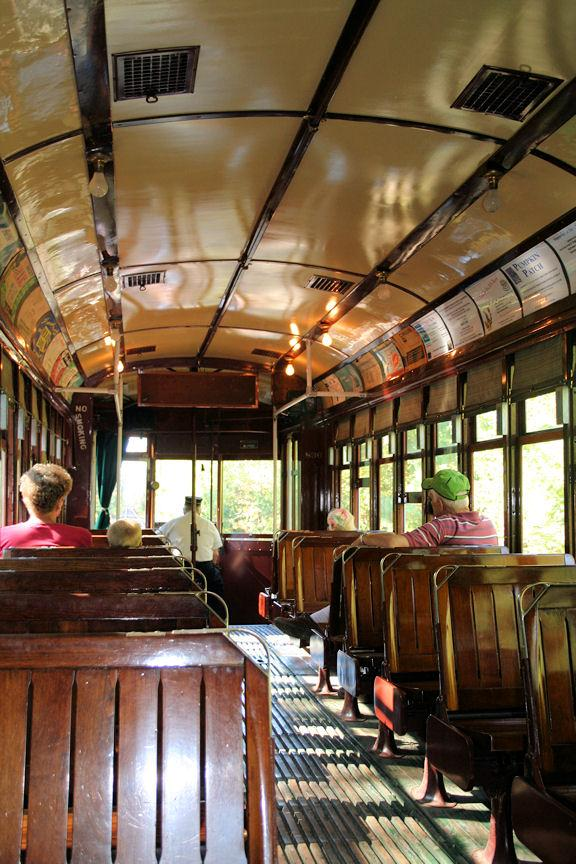
Interiör av en museets spårvagnar

Connecticut Trolley Museum är ett amerikanskt spårvägsmuseum i East Windsor i Hartford i Connecticut. Det grundades 1940 och är ett av de äldsta spårvägsmuseerna i USA. Intill museet finns Connecticut Fire Museum, som ställer ut äldre brandsläckningsutrustning och brandfordon.

## Museispårväg
Museet driver en 2,4 kilometer lång museispårväg på banvallen till det 1901 grundade Hartford and Springfield Street Railway Company:s tidigare sidolinje Rockville Branch. Denna snabbspårväg började ursprungligen vid Main Fish Market och gick 28,2 kilometer till Rockville i Connecticut.  Spårvagnarna var snabbare och hade större kapacitet än de dåvarande fåtaliga bussarna. Linjen betjänade också Piney Ridge Amusement Park, en nöjespark som byggdes på 1910-talet och låg mellan Broad Brook och East Windsor. Flera spårvagnsbolag i USA inrättade på denna tid nöjesparker för att öka sina intäkter på sön- och helgdagar. Hartford and Springfield Street Railway Company gick i konkurs 1926.
År 1940 bildades Connecticut Electric Railway Association, som då åter började trafik på linjen, med minst två spårvagnar i trafik varje dag.
Spårvägsmuseet har en samling på fler än 30 spårvagnar.

## Bildgalleri

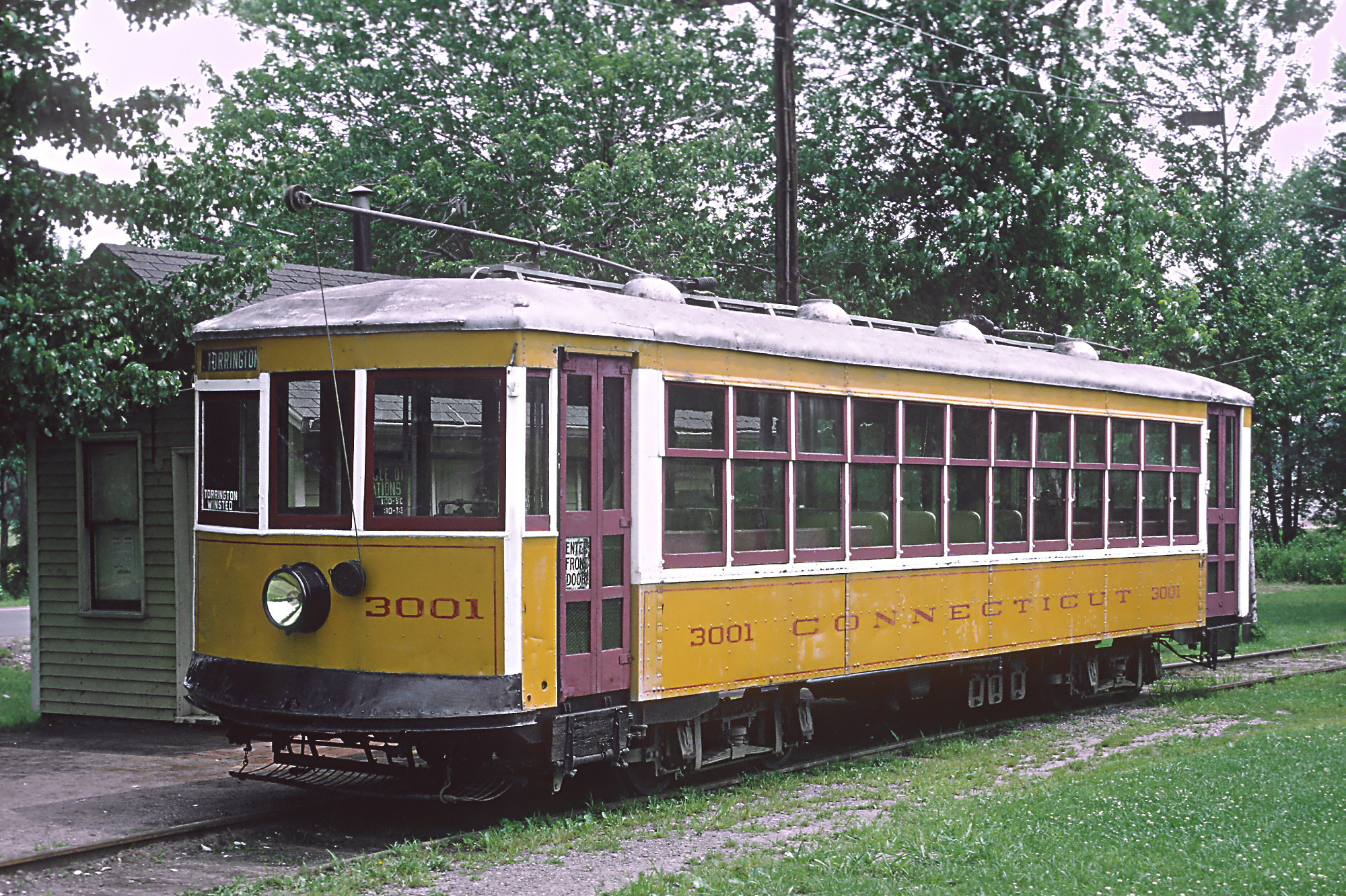
Spårvagn från Torrington, Connecticut, tillverkad av Wason Manufacturing Co 1922
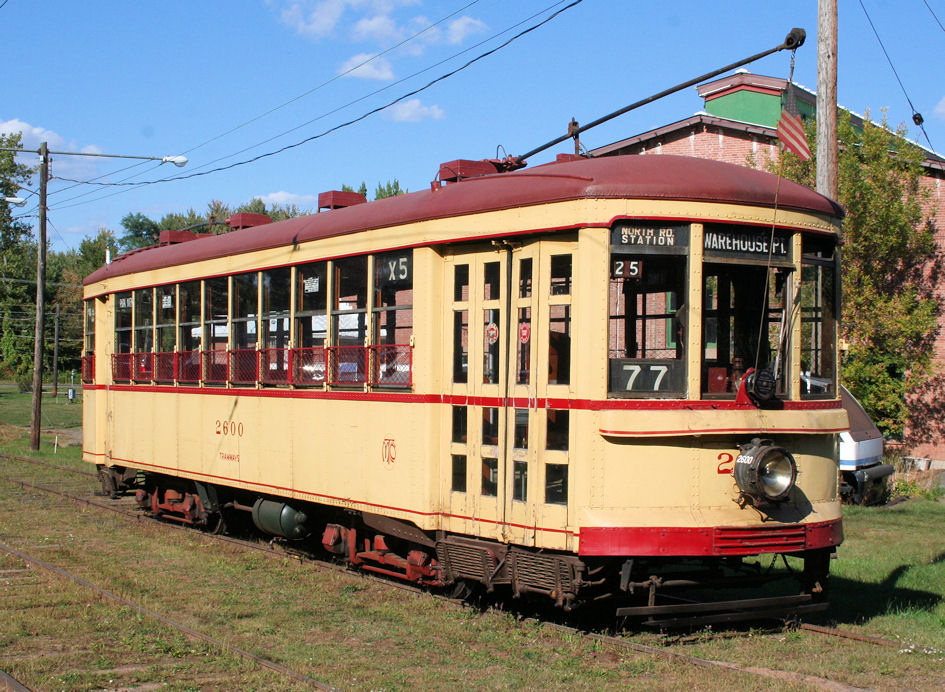
En tidigare spårvagn från Montreals spårväg, tillverkad av Canadian Car & Foundry 1929